# Reiji Nakajima
Reiji Nakajima (japanisch 中島 礼司 Nakajima Reiji; * 28. Juni 1979 in der Präfektur Kanagawa) ist ein ehemaliger japanischer Fußballspieler.

## Karriere
Nakajima erlernte das Fußballspielen in der Schulmannschaft der Yokohama College of Commerce High School. Seinen ersten Vertrag unterschrieb er 1998 bei den Atsugi Marcus. Danach spielte er bei den Kowada SC. 2001 wechselte er zum Zweitligisten Ventforet Kofu. 2004 wechselte er zum Drittligisten Denso. Für den Verein absolvierte er 47 Ligaspiele. Danach spielte er bei den Fervorosa Ishikawa Hakuzan FC, Cobaltore Onagawa und V-Varen Nagasaki. Ende 2014 beendete er seine Karriere als Fußballspieler.